# Hotel Ercilla
El Hotel Ercila es un hotel de cuatro estrellas situado en la calle Ercilla de la villa de Bilbao, en pleno centro de la ciudad, a medio camino entre la plaza de Indautxu y la calle Licenciado Poza, siendo uno de los hoteles más conocidos de la ciudad tanto por su historia como por su gran tradición.

## Historia
El Grupo Ercilla incluye el presente hotel Ercilla en Bilbao y Embarcadero, de 4 estrellas, ubicado en Las Arenas (Guecho).
En 2019, el hotel Ercilla entró en la cadena Marriott International.

## Comunicaciones
- Estación de Indautxu del metro de Bilbao.

## Edificios y ubicaciones adyacentes
- Azkuna Zentroa